# Contea di Nanchang
La contea di Nanchang (南昌县S, Nánchāng XiànP) è una contea della Cina, situata nella provincia di Jiangxi e amministrata dalla prefettura di Nanchang.